# Jean Victor Marie Moreau

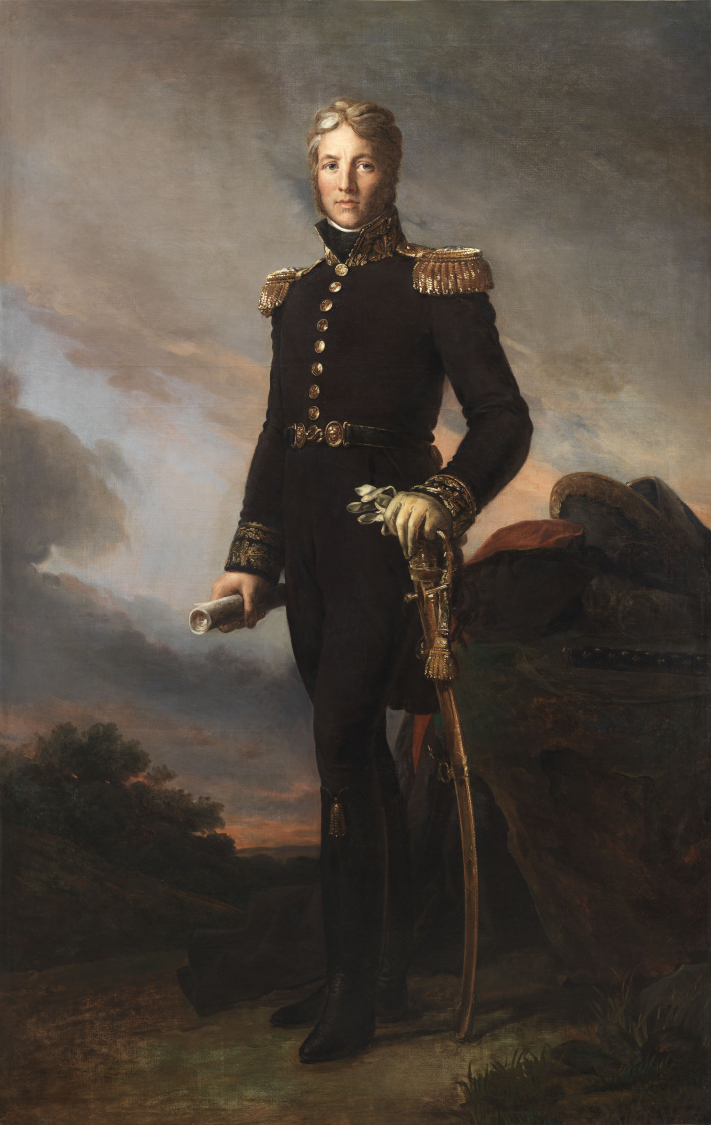
Jean Victor Moreau

Jean Victor Marie Moreau (Morlaix (Bretagne), 14 februari 1763 – Louny (Bohemen), 2 september 1813) was een Franse revolutionaire generaal die Napoleon in het zadel hielp, maar zich later tegen Napoleon keerde en verbannen werd.
De Amerikaanse plaats Moreau (New York) is naar hem vernoemd.

## Biografie

### Franse Revolutie
Moreau studeerde rechten aan de universiteit van Rennes toen de Franse Revolutie in 1789 uitbrak. In 1791 werd hij verkozen tot luitenant-kolonel van een vrijwilligerseenheid in Ille-et-Vilaine. Hij steeg al snel in de rangen: in 1793 kreeg hij een promotie tot brigadegeneraal, en een jaar later werd Moreau door Lazare Carnot bevorderd tot divisiegeneraal en kreeg hij het bevel over de rechtervleugel van het Armée du Nord van Pichegru in de Zuidelijke Nederlanden.
In de Slag bij Tourcoing tegen de Britten vestigde Moreau zijn reputatie als militair strateeg, en in 1795 kreeg hij het commando over het Armée de Rhin-et-Moselle, waarmee hij de Rijn overstak en Duitsland binnenviel. Ondanks zijn overwinningen bleken de Oostenrijkers onder bevel van aartshertog Karel te sterk en moest Moreau zich uiteindelijk terugtrekken. In 1797 stak hij nogmaals de Rijn over met zijn leger maar kon weinig ondernemen, omdat de Eerste Coalitieoorlog tegen Frankrijk kort daarna eindigde met de Vrede van Leoben.
Rond die tijd ontdekte Moreau dat generaal Pichegru in gesprek was met de prins van Condé (die na de revolutie uit Frankrijk was weggevlucht) over een poging tot een staatsgreep om de monarchie te herstellen en Lodewijk XVIII op de Franse troon te zetten. Uit loyaliteit tegenover Pichegru besloot Moreau de correspondentie tussen hem en de Prins van Condé geheim te houden. Toen de plannen alsnog bekend werden, probeerde Moreau nog zijn naam te redden door de correspondentie naar Parijs te sturen en een verklaring te laten uitgaan dat Pichegru een verrader was. Het was echter al te laat: Moreau werd ontslagen.
Tijdens de Franse revolutionaire periode had Moreau een verhouding met de Nederlandse courtisane Maria Versfelt.

### Napoleontische tijd
In 1799, na het uitbreken van de Tweede Coalitieoorlog, kreeg Moreau een tweede kans. Omdat Napoleon nog in Egypte was, was er behoefte aan een andere sterke generaal die het bevel van de troepen in Italië op zich kon nemen. Moreau kreeg het commando over het Armée d'Italie. Hij werd echter kort daarna vervangen door generaal Joubert maar bleef in Italië en gaf leiding aan de Franse terugtrekking naar Genua na de nederlaag in de Slag bij Novi, waarbij Joubert viel.
Moreau keerde terug naar Parijs, waar hij samen met Napoleon het Directoire omverwierp in de Staatsgreep van 18 Brumaire. Als dank gaf Napoleon, nu eerste consul, het bevel over het Armée du Rhin aan hem. Moreau stak de Rijn over en dwong de Oostenrijkers terug in oostelijke richting. In de Slag bij Hohenlinden op 3 december, nabij München, werden de Oostenrijkse en Beierse troepen onder aartshertog Karel verpletterend verslagen door Moreau. De Slag bij Hohenlinden was de laatste grote veldslag van de Franse revolutionaire oorlogen.
Met de overwinning van Hohenlinden en de eerdere (en minder belangrijke) overwinning van Napoleon bij Marengo gaven de Oostenrijkers zich over en tekenden de Vrede van Lunéville in februari 1801. Moreau keerde terug naar Parijs, waar hij enkele maanden eerder was getrouwd met Eugénie Hulot d'Osery, een creoolse vrouw uit de cirkel rond Napoleons vrouw Joséphine de Beauharnais.
Zijn ambitieuze vrouw werd de centrale figuur van de tegenstanders van de dictatuur van Napoleon. De intrige tegen Napoleon kwam de eerste consul al snel ter ore, en hij liet de samenzweerders arresteren. Moreau kreeg een gevangenisstraf, maar Napoleon liet de straf omzetten in verbanning. Moreau verliet Frankrijk en reisde af naar de Verenigde Staten, waar hij tien jaar lang een relatief rustig leven leidde in Trenton, New Jersey.
Bij het uitbreken van de Oorlog van 1812 tussen de Verenigde Staten en Groot-Brittannië was hij een kandidaat voor bevelhebber van de Amerikaanse troepen, maar met Napoleons nederlaag in de veldtocht naar Rusland besloot hij weer zijn aandacht op Frankrijk te richten. De voormalige Franse generaal Bernadotte, nu kroonprins van Zweden, bracht hem in contact met de Russische tsaar Alexander I. Moreau diende als adviseur van de tsaar in de strijd tegen Napoleon.
Op 27 augustus 1813 raakte Moreau zwaargewond tijdens de Slag bij Dresden. Hij stierf kort daarna en werd begraven in Sint-Petersburg. De Franse koning Lodewijk XVIII gaf hem postuum de titel maréchale en liet een monument voor hem bouwen in Parijs (ook in Dresden is een monument aan Moreau). De meeste Fransen bleven hem echter als landverrader zien.
- Bibsys: 2061629
- Biblioteca Nacional de España: XX5101804
- Bibliothèque nationale de France: cb124033209 (data)
- Biografisch Portaal: 39287929
- Digitale Bibliotheek voor de Nederlandse Letteren: more014
- Stuttgart Database of Scientific Illustrators 1450–1950: 12306
- Gemeinsame Normdatei: 118784811
- International Standard Name Identifier: 0000 0000 6647 4533
- Library of Congress Control Number: n84054924
- Nationale Bibliotheek van Letland: 000246721
- Nationale Bibliotheek van Tsjechië: jo2015896704
- Nationale bibliotheek van Australië: 35962357
- Nationale Bibliotheek van Israël: 987007301851505171
- Nationale Bibliotheek van Polen: a0000001223625
- Nationale en Universitaire bibliotheek Zagreb: 000106996
- Nederlandse Thesaurus van Auteursnamen: 069942145
- Istituto Centrale per il Catalogo Unico: BATV000145
- LIBRIS: 300927
- SNAC: w6gf16fb
- Système universitaire de documentation: 033136211
- Trove: 1164872
- Union List of Artist Names: 500354291
- Virtual International Authority File: 71477667
- WorldCat: E39PBJvH7vj7QH8PQb6YfXwjYP